# Primecoin
Primecoin (símbolo: Ψ ou código: XPM) é uma moeda criptográfica, ou criptomoeda, peer-to-peer de código aberto que utiliza uma prova de trabalho que se torna útil também para outras áreas do conhecimento, portanto, aproveitando poder computacional para outros fins.. Trata-se de uma referência dentro das criptomoedas pois utiliza um sistema de prova de trabalho útil dentro do seu esquema de mineração, propiciando um lugar de destaque nas demais criptomoedas por ter um apelo mais ecológico ao aproveitar a energia e poder computacional para uma finalidade secundária importante.
Primecoin é uma Altcoin pois manter certas similaridades com o Bitcoin, criptomoeda pioneira a resolver o problema dos generais bizantinos, ou problema do consenso distribuído, mas difere do seu precursor por oferecer uma prova de trabalho útil que, ao invés de simplesmente computar por valores de função hash criptográfico SHA-256, permite utilizar o poder computacional para buscar cadeias de números primos , também chamadas de cadeias de Cunningham, e de posse desta informação expandir o conhecimento acerca dos números primos.
Portanto, secundariamente, gera-se material de estudo para áreas de conhecimento em Matemática e Física. Várias das cadeias mais longas de Cunningham, foram descobertas até então a partir de mineradores da rede do Primecoin, ratificando o sucesso do novo paradigma de prova de trabalho. Essas longas cadeias de números primos são de interesse à comunidade matemática e possuem aplicações em outras áreas das ciências, como os campos da Física que lidam com a distribuição de números primos.

## Histórico
Primecoin foi criado por uma pessoa, ou grupo de pessoas, que usa o pseudônimo de Sunny King. Esta entidade de desenvolvimento também está relacionado com o Peercoin, criptomoeda que utiliza prova de participação para resolver o problema do grande consumo energético desperdiçado na geração de criptomoedas, a exemplo do Bitcoin, gerando um forte apelo ambiental para as demais criptomoedas O Primecoin também possui um apelo ecológico ao dar uma utilidade ao poder computacional usado. O Primecoin, código-fonte é protegido por uma pessoa ou de um grupo chamado "Desenvolvedores Primecoin" e é distribuído sob licença de software MIT/X11.

## Símbolo
O símbolo monetário da Primecoin é a letra grega psi (Ψ) que foi escolhida como um tributo a Riemann, já que sua forma simboliza a função zeta de Riemann. A barra horizontal não apenas padroniza a convenção de símbolos monetários, mas também simboliza uma das maiores jóias da hipótese matemática de Riemann.

## Recursos
Ao comparar Primecoin hoje, com mais amplamente distribuída criptomoeda Bitcoin algumas diferenças notáveis são observadas, entre elas podemos notar:

### A escassez é regida pela natureza da distribuição de números primos
Quase todos as criptomoedas na existência definem a sua escassez, responsável pelo grau de dificuldade de minerá-las, apenas por um conjunto de valores pré-definidos no código-fonte. Diferentemente da maioria delas, a escassez de Primecoin é baseada puramente em uma função matemática simples e a propriedade matemática natural da ocorrência de números primos em um conjunto de números naturais. Por ser baseado em uma definição matemática, sua formatação se torna mais robusta por não depender de parâmetros previamente definidos pelo sistema.

### Não há um número predefinido de moedas
Em vez de ter que definir um número limite de moedas em seu código, como em muitas criptomoedas alternativas, o número de Primecoins lançados por bloco é sempre igual a 999 dividido pelo quadrado da dificuldade. Tem havido algumas tentativas de se aproximar este número, mas sem sucesso. Portanto, o número de Primecoins que irá ser extraído será determinado: pelo progresso da sua adaptação pela comunidade de mineradores, pelas melhorias que serão feitas nos algoritmos de mineração e, em última análise, pela lei de Moore que definirá o progresso na busca de sistemas computacionalmente mais eficientes com o tempo.

### Ajuste de dificuldade é mais frequente
O protocolo do Primecoin ajusta a sua dificuldade um pouco a cada bloco. Isso quer dizer que a mudança de dificuldade ocorre a cada bloco e é direcionada com o objetivo de se criar um novo bloco por vez a cada minuto. Portanto, como comparação ao Bitcoin, o protocolo pioneiro ajusta a sua dificuldade cada 2016 blocos, ou aproximadamente a cada duas semanas, esse ajuste fino permite uma resposta mais rápida do sistema ao conjunto de mineiros que está disponível no minuto corrente.

### Confirmar transações mais rapidamente
Uma vez que blocos de Primecoin são gerados, em média, de 8 a 10 vezes mais rapidamente que os blocos do Bitcoin, as transações no Primecoin são confirmadas cerca de 8 a 10 vezes mais rapidamente. Isso particularmente é útil para para determinadas atividades econômicas que dependem de confirmação mais imediata do que outras. Como é consenso na rede esperar cerca de 6 confirmações, ou 6 blocos, para que se tenha uma certeza mais significativa sobre a transação, isso se torna significativamente discrepante em relação ao Bitcoin pois, no Primecoin, são necessários apenas 6 minutos e não 60 minutos.

## Prova de Trabalho Útil
Uma possível alternativa ao esquema de mineração envolvendo sistemas de prova de trabalho tradicionais é o sistema de prova de trabalho útil (do inglês: proof of useful work). O sistema de prova de trabalho implementado para a rede do Bitcoin implica que há muitos computadores consumindo grandes quantias de energia dedicados exclusivamente à mineração de Bitcoins, enquanto o esquema de mineração poderia envolver encontrar a solução de um problema que satisfizesse às necessidades de mineração e ainda ter algum valor útil para a sociedade fora da rede da criptomoeda.
Bons candidatos para esses problemas devem envolver problemas nos quais encontrar uma solução para uma instância do problema que envolva uma busca em um espaço potencialmente muito grande e esparso de soluções. Exemplos de problemas que poderiam ser aplicáveis a tal situação incluem enovelamento de proteínas, que se trata da busca de uma configuração funcional de uma proteína, na qual ela pode exercer sua função biológica. Esse problema é bastante custoso, e redes descentralizadas de computadores podem gerar resultados em pouco tempo.
Um problema em potencial para a aplicação desse novo paradigma de prova de trabalho é o fato de que é necessário que algum administrador confiável, ou autoridade central, determine qual será o problema a ser aplicado, o que contraria o argumento de descentralização do sistema monetário, prejudicando as bases organizacionais da moeda.

## Números primos
Primecoin usa a descoberta de cadeias de primos compostas, ou cadeias de Cunningham e cadeias bi-gêmeas, para a sua prova de trabalho, o que pode levar à subprodutos úteis desse trabalho. O sistema é projetado de modo que o trabalho seja de forma mais eficiente possível. O resultado é facilmente verificável por todos os nós da rede Primecoin, mas descobrir o resultado é bastante custoso. Para atender a essas exigências, o tamanho dos números primos no sistema não pode ser muito grande.
A distribuição destas cadeias primárias não é bem compreendida atualmente, já que mesmo em seu caso mais simples, primos gêmeos, sua existência infinita não é provada. A distribuição de primos foi uma das descobertas mais importantes em aritmética, e o estudo de cadeias primárias faz um paralelo até o trabalho de Riemann e do teorema dos números primos, com conexões à natureza mais profunda do padrão aparentemente aleatório de distribuição.
A distribuição principal não é apenas um interesse abstrato dos matemáticos. O estudo de Riemann revelou conexões entre a função zeta de Riemann e a distribuição primária, enquanto posteriormente a função zeta de Riemann mostrou ser altamente relevante em outras disciplinas científicas como a física, portanto o estudo da distribuição primária é uma parte importante da base das ciências modernas.

## Características
O sistemas de prova de trabalho do Primecoin tem as seguintes características:
- A prova de trabalho do Primecoin assume a forma de cadeias de números primos.
- Encontrar o primeiro número de cadeias torna-se exponencialmente mais difícil conforme o comprimento da corrente é aumentada.
- Verificação do tamanho razoável número primo cadeias podem ser executadas de forma eficiente por todos os nós da rede.
- Primos de Mersenne são proibidos devido ao seu tamanho muito grande.
- Três tipos de número primo cadeias são aceitos como prova de trabalho: Cadeia Cunningham do primeiro tipo, Cadeia Cunningham do segundo tipo e cadeias bi-gêmea.

Outros criptomoedas, incluindo Bitcoin, usam, normalmente, uma prova de trabalho do tipo Hashcash, baseada no algoritmos criptográfico hash SHA-256, que são de nenhum valor, além de manter o seu própria sistema.

## Popularidade
Segundo sites especializados em criptomoedas, a Primecoin está entre as 200 maiores criptomoedas, capitalizando cerca de 5.000 BTC em valor de mercado, que corresponde mais de R$100 milhões em circulação. Apesar da posição discreta no mercado de criptomoedas, ela segue em expressivo crescimento, desde 2017, apesar da desvalorização do Bitcoin.

## Vantagens
A prova de trabalho da Primecoin não apenas fornece segurança à rede, mas também gera uma forma especial de cadeias de números primos de interesse para a pesquisa matemática. Assim, a rede de Primecoin é multiúso, em comparação com a rede Bitcoin, sendo projetado para sustentar um mercado de mineração que cada vez mais evolui computacionalmente, enquanto mantém boas propriedades de escassez. O Primecoin também processa transações de pagamento 10x mais rápido que a rede Bitcoin.

## Recordes Mundiais
Devido a busca do sistema, desde seu funcionamento, foram descobertas novas cadeias de números primos. Portanto, os seguintes recordes foram relatados:
| Data                | Comprimento | Dígitos | Tipo                                  |
| ------------------- | ----------- | ------- | ------------------------------------- |
| 16 de Maio de 2014  | 14          | 100     | Cadeia de Cunningham de Segundo Tipo  |
| 30 de Março de 2018 | 15          | 96      | Cadeia Bi-gêmea                       |
| 24 de Junho de 2018 | 14          | 97      | Cadeia de Cunningham de Primeiro Tipo |

## Problemas
Primecoin tem sido descrito como a principal causa da escassez de servidores dedicados, porque no momento só foi possível minerar a moeda com CPUs. Pela mesma razão, Primecoin costumava ser o alvo de autores de malware. Em abril de 2018, o criador de ZClassic, Rhett Creighton, fez uma proposta de bifurcação Primecoin com Bitcoin para criar Bitcoin Prime.